# Нехаевское сельское поселение
Неха́евское се́льское поселе́ние — муниципальное образование в составе Нехаевского района Волгоградской области.
Административный центр — станица Нехаевская.

## История
Нехаевское сельское поселение образовано 18 ноября 2004 года в соответствии с Законом Волгоградской области № 977-ОД.

## Население
| 2010  | 2012  | 2013  | 2014  | 2015  | 2016  | 2017  |
| ----- | ----- | ----- | ----- | ----- | ----- | ----- |
| 4973  | ↘4852 | ↘4751 | ↘4600 | ↘4494 | ↘4398 | ↘4317 |
| 2018  | 2019  | 2020  | 2021  |       |       |       |
| ↘4222 | ↗4248 | ↘4201 | ↗4494 |       |       |       |

## Состав сельского поселения
| № | Населённый пункт | Тип населённого пункта          | Население |
| - | ---------------- | ------------------------------- | --------- |
| 1 | Нехаевская       | станица, административный центр | ↘4050     |
| 2 | Павловский       | хутор                           | ↗444      |